# Georgina Wheatcroft
Georgina Wheatcroft (* 30. November 1965 in Nanaimo, British Columbia als Georgina Hawkes) ist eine kanadische Curlerin.
Ihr internationales Debüt hatte Wheatcroft im Jahr 1987 bei der Weltmeisterschaft in Chicago, die sie mit ihrem Team als Sieger beendete. Bei der WM 2000, im schottischen Glasgow, konnte sie diesen Erfolg wiederholen.
Wheatcroft gewann 2001 die kanadischen Olympic Curling Trails mit ihrem Team vertrat Kanada bei den XIX. Olympischen Winterspielen im Curling. Sie gewann am 21. Februar 2002 mit ihrer Mannschaft die olympische Bronzemedaille nach einem 9:5-Sieg gegen die Vereinigten Staaten um Skip Kari Erickson.

## Erfolge
- Weltmeisterin 1987 und 2000
- 3. Platz Olympische Winterspiele 2002